# Leo Africanus

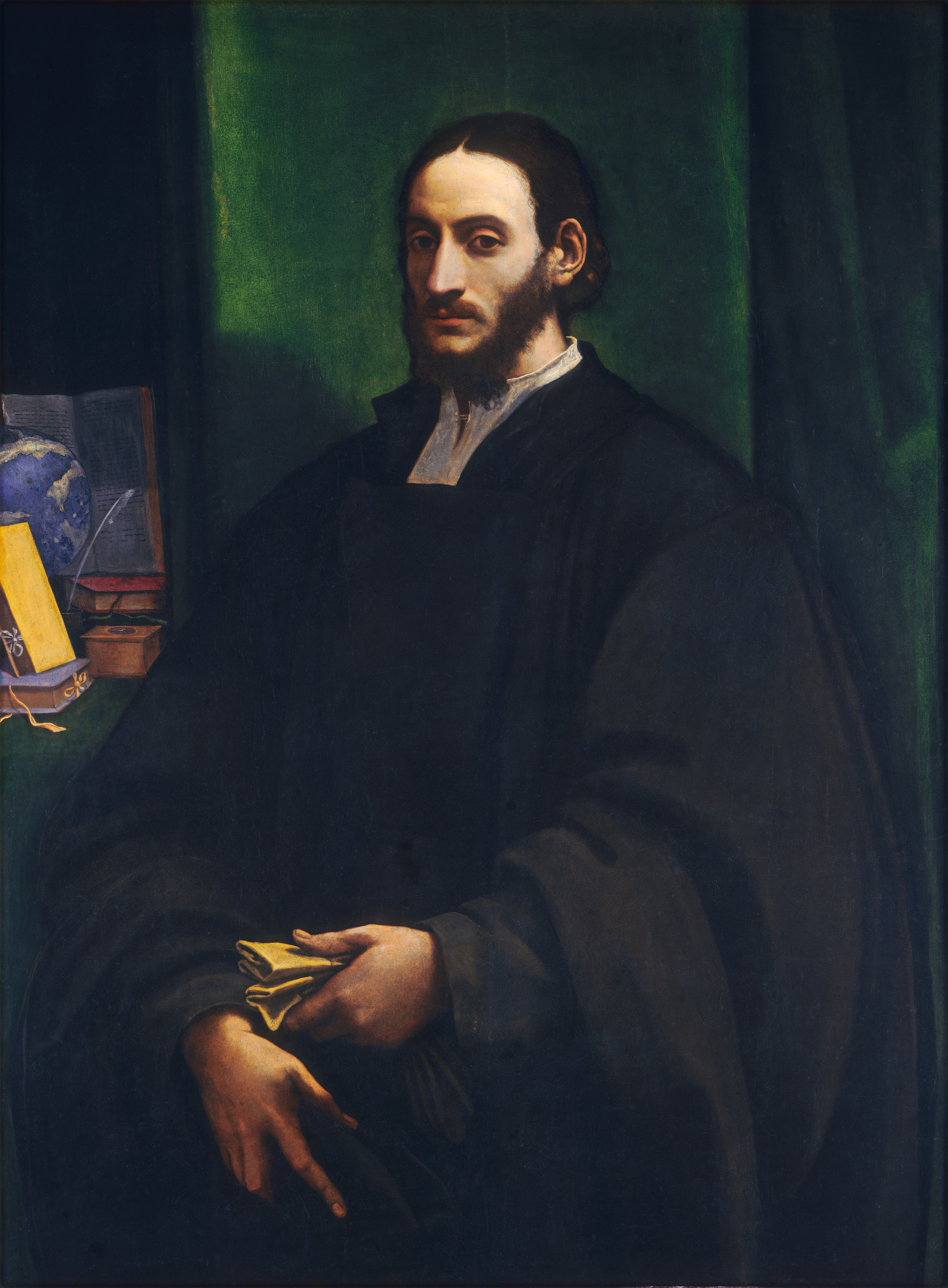
Leo Africanus vel Giovanni Leone

Leo Africanus (Leon Afrykański), także Giovanni Leone, w rzeczywistości al-Hassan ibn Muhammed al-Wazzan al-Zaiyati – podróżnik i dyplomata arabski podróżujący po Afryce, Europie i Azji, ur. ok. roku 1485 w Grenadzie, zm. przypuszczalnie w Tunisie w 1554 roku.
Po zdobyciu mauretańskiej Grenady przez Hiszpanów w roku 1492 jego rodzina zbiegła do Fezu w Maroku, gdzie kształcił się na miejscowym uniwersytecie i zdobył wykształcenie prawnicze. Około roku 1507 wstąpił do służby dyplomatycznej na dworze sułtana Maroka, podejmując liczne podróże po krajach Bliskiego Wschodu i Azji Środkowej. Zgodnie z jego własnymi zapiskami dotarł do stolicy Armenii.
W latach 1512–1514 odbył kilka wypraw do Timbuktu nad rzeką Niger na obszarze dzisiejszego państwa Mali. W czasie jednej z tych wypraw dotarł do Egiptu odwiedzając brzegi jeziora Czad, pokonując tym samym prawie cały kontynent afrykański z zachodu na wschód.
W roku 1518, podczas powrotu z podróży dyplomatycznej do Konstantynopola, stolicy imperium osmańskiego, został wzięty do niewoli przez sycylijskich piratów, którzy sprzedali go jako niewolnika papieżowi Leonowi X. Papież, zorientowawszy się, że ma do czynienia z uczonym i dyplomatą, obdarzył go wolnością, ale zatrzymał na swoim dworze. Leo został w Watykanie, gdzie szybko nauczył się włoskiego, łaciny i poznał podstawy religii chrześcijańskiej.
W roku 1520 został ochrzczony w bazylice św. Piotra przez papieża, który nadał mu swe własne imię. Odtąd Leo występował jako Giovanne Leone de Medicis, choć częściej zwano go mianem Leo Africanus. Przez następne dziewięć lat Leo nauczał arabskiego w Rzymie, a w roku 1526 wydał książkę Descriptione dell' Africa et delle cose notabili che quivi sono, wkrótce przetłumaczoną na kilka języków europejskich jako Cosmographia Dell’ Africa. W roku 1529 otrzymał zezwolenie na powrót do ojczyzny; osiadł w Tunisie, gdzie ponownie nawrócił się na islam.
W roku 1559 jego relacja z podróży do Timbuktu obiegła całą Europę. Na jej podstawie w Anglii i we Francji uznano to pustynne miasto za centrum afrykańskich bogactw, co legło u podstaw licznych wypraw odkrywczych przez Saharę w dalszej przyszłości.